# Ambérieu-en-Bugey (tổng)
Tổng Ambérieu-en-Bugey là một tổng của Pháp, nằm ở tỉnh Ain trong vùng Rhône-Alpes.

## Địa lý
Tổng này được tổ xung quanh Ambérieu-en-Bugey thuộc quận Belley. Độ cao từ 212 m (Saint-Maurice-de-Rémens) đến 765 m (Ambronay) và độ cao trung bình là 264 m.

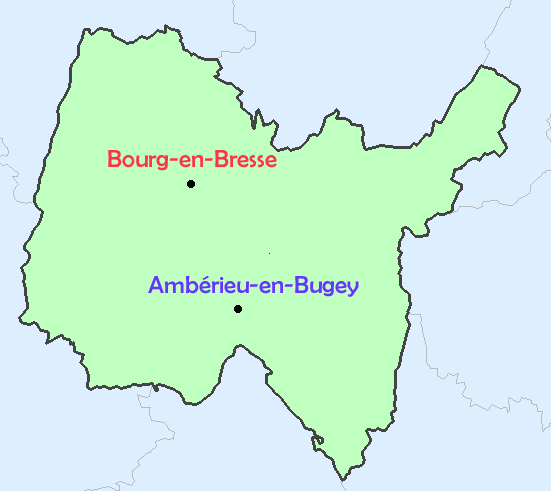
vị trí của Ambérieu

| Xã                      | Dân số | Mã bưu chính | Mã insee |
| ----------------------- | ------ | ------------ | -------- |
| L'Abergement-de-Varey   | 168    | 01640        | 01002    |
| Ambérieu-en-Bugey       | 11 436 | 01500        | 01004    |
| Ambronay                | 2 146  | 01500        | 01007    |
| Bettant                 | 683    | 01500        | 01041    |
| Château-Gaillard        | 1 370  | 01500        | 01089    |
| Douvres                 | 646    | 01500        | 01149    |
| Saint-Denis-en-Bugey    | 1 944  | 01500        | 01345    |
| Saint-Maurice-de-Rémens | 604    | 01500        | 01379    |

## Thông tin nhân khẩu
| 1962                                                     | 1968   | 1975   | 1982   | 1990   | 1999   |
| -------------------------------------------------------- | ------ | ------ | ------ | ------ | ------ |
| 11 673                                                   | 13 131 | 14 164 | 15 634 | 17 339 | 18 997 |
| Nombre retenu à partir de 1962 : dân số không tính trùng |        |        |        |        |        |